# Unione Sportiva Romana
La Unione Sportiva Romana fou un club de futbol de la ciutat de Roma (Itàlia).

## Història
El club va ser fundat el 12 d'octubre de 1917. La seva fundació es va produir amb l'assistència de la Società Ginnastica Roma que el 1914/15 havia obtingut la promoció a la primera categoria del futbol romà
Lluïa una samarreta a franges verticals verdes i blanques, amb pantalons negres i mitjons negres amb brodats verds i blancs.
L'any 1924 es fusionà amb la Società Sportiva Pro Roma.

## Cronologia
| Temporada | Sèrie              | Pos | J  | G | E | P | GF | GC | Pt |
| 1919-20   | I Cat. Lazio       | 5°  | 12 | 3 | 2 | 7 | 16 | 30 | 8  |
| 1920-21   | I Cat. Lazio       | 6°  | 14 | 5 | 0 | 9 | 23 | 35 | 10 |
| 1921-22   | I Div. Lazio (CCI) | 5°  | 16 | 6 | 3 | 7 | 26 | 28 | 15 |
| 1922-23   | I Div. Lazio       | 4°  | 10 | 3 | 1 | 6 | 12 | 21 | 7  |
| 1923-24   | I Div. Lazio       | 5°  | 10 | 3 | 0 | 7 | 10 | 33 | 6  |

Pos = Posició a la categoria; J= Partits jugats; G = Partits guanyats; E = Partits empatats; P = Partits perduts; GF = Gols a favor; GC = Gols en contra; Pt = Punts